# Вокер (округ, Джорджія)
Шаблон:StateAbbr_ 34°44′ пн. ш. 85°18′ зх. д. / 34.73° пн. ш. 85.3° зх. д.
Округ  Вокер (англ. Walker County) — округ (графство) у штаті  Джорджія, США. Ідентифікатор округу 13295.

## Історія
Округ утворений 1833 року.

## Демографія
За даними перепису 
2000 року 
загальне населення округу становило 61053 осіб, зокрема міського населення було 34479, а сільського — 26574.
Серед мешканців округу чоловіків було 29641, а жінок — 31412. В окрузі було 23605 домогосподарств, 17472 родин, які мешкали в 25577 будинках.
Середній розмір родини становив 2,98.
Віковий розподіл населення поданий у таблиці:
| Стать    | До 15 років | 15-21 | 22-29 | 30-39 | 40-49 | 50-65 | 65-85 | Понад 85 |
| -------- | ----------- | ----- | ----- | ----- | ----- | ----- | ----- | -------- |
| Чоловіки | 6422        | 2930  | 3160  | 4452  | 4424  | 4957  | 3062  | 234      |
| Жінки    | 6104        | 2701  | 3043  | 4387  | 4622  | 5412  | 4497  | 646      |

## Суміжні округи
- Гамільтон, Теннессі - північ
- Катуза - північний схід
- Вітфілд - схід
- Гордон - південний схід
- Флойд - південь
- Чаттуга - південь
- Декальб, Алабама - південний захід
- Дейд - захід

## Виноски
1. ↑  U.S. Decennial Census. United States Census Bureau. Архів оригіналу за 19 липня 2018. Процитовано 27 червня 2014.
2. ↑  Historical Census Browser. University of Virginia Library. Архів оригіналу за 11 серпня 2012. Процитовано 27 червня 2014.
3. ↑  Population of Counties by Decennial Census: 1900 to 1990. United States Census Bureau. Архів оригіналу за 2 лютого 2019. Процитовано 27 червня 2014.
4. ↑  Census 2000 PHC-T-4. Ranking Tables for Counties: 1990 and 2000 (PDF). United States Census Bureau. Архів оригіналу (PDF) за 18 грудня 2014. Процитовано 27 червня 2014.
5. ↑  State & County QuickFacts. United States Census Bureau. Архів оригіналу за 20 лютого 2016. Процитовано 27 червня 2014.(англ.) Наведено за англійською вікіпедією.
6. ↑  American FactFinder. Бюро перепису населення США. Архів оригіналу за 26 лютого 2012. Процитовано 31 січня 2008.

| США | Це незавершена стаття з географії США. Ви можете допомогти проєкту, виправивши або дописавши її. |